# Список національних парків Японії

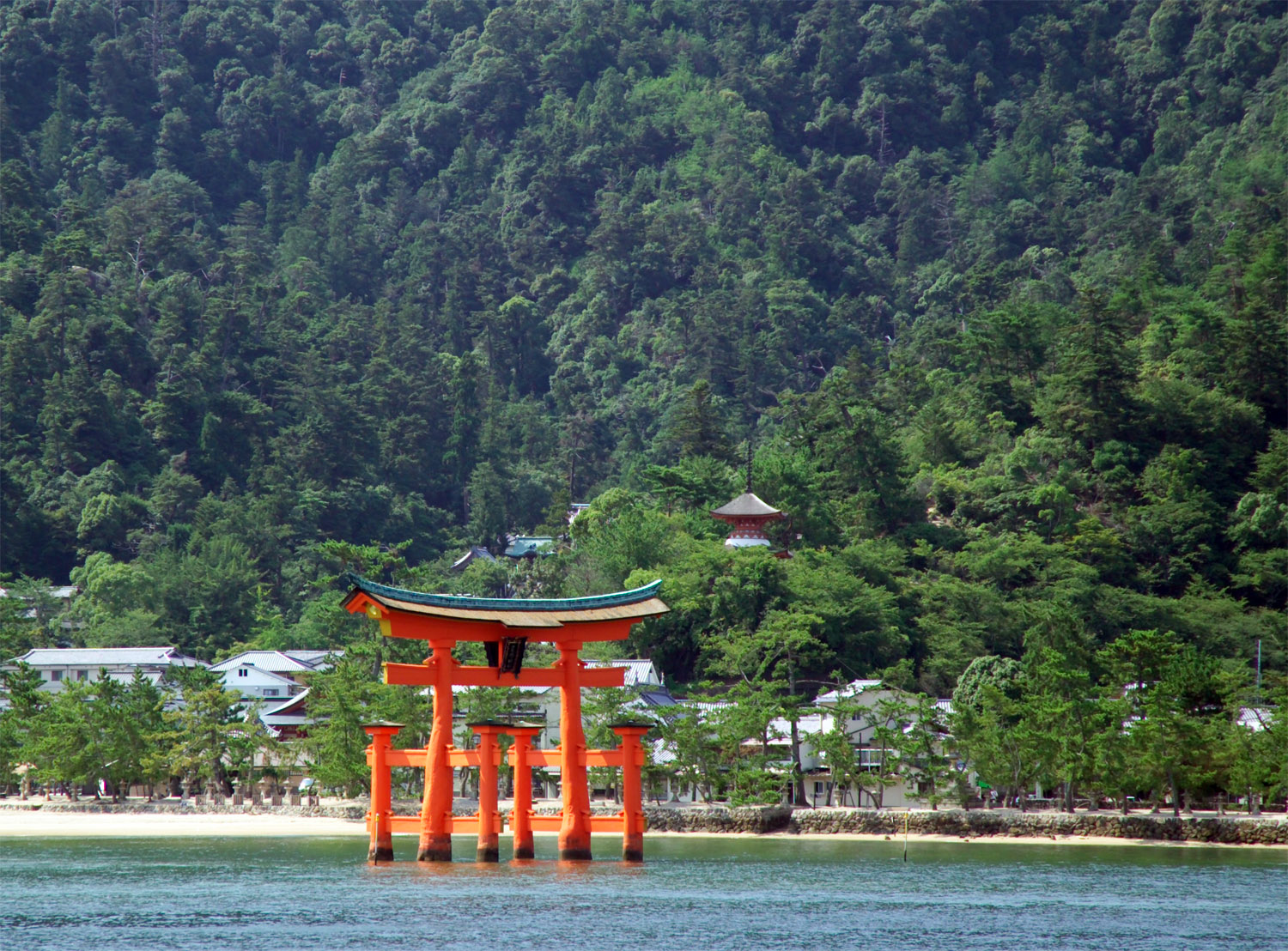
Іцукусіма в національному парку Сетонайкай — першому з національних парків Японії (утворено в 1934)

Національні парки (яп. 国立公園, Кокуріцу ко:ен) в Японії — це мальовничі місця, створені для захисту та сталого використання Міністерством довкілля на основі Закону «про Природні парки» (1957). Національні парки створюються та в основному керуються Міністерством довкілля.

## Історія
Японією було створено її перший ко:ен (яп. 公園), тобто публічний парк у 1873 (парк Уено). У 1911 місцеві жителі звернулись з клопотанням про необхідність публічного захисту святилищ та лісів Нікко. У 1929 було створено Асоціацію Національних Парків. У 1931 було створено перший Закон «про Національні парки», і після великої кількості досліджень у березні 1934 було створено перші парки — Сетонайкай, Ундзен та Кірісіма, ще 5 було створено у грудні та ще 3 два роки потому. Ісе-сіма став першим парком утвореним після війни, у період до 1955 було створено ще 7 парків. У 1957 Закон «про Національні парки» було замінено Законом «про Природні парки», який встановив три види парків: Національні, Квазі-національні та Префектурні. З невеликими поправками ця структура використовується досі.
Станом на 1 квітня 2014, існує 31 Національний парк, загальною площею у 20996,06 км² (5,555 % сухопутної території). Окрім того існують 56 квазі-національних парків, загальною площею у 13591,55 км² (3,596 % сухопутної території) та 314 префектурних парків, що займають 19725,60 км² (5,219 % сухопутної території).

## Охоронний статус
Територія кожного національного та квазі-національного парку поділяється на звичайну, спеціальну та морську зони. Спеціальні зони у свою чергу поділяються на зону особливого захисту, а також зони I, II, та III класів, з обмеженням доступу з метою їх збереження. Держава володіє лише приблизно половиною території парків.

## Список національних парків

### Хоккайдо
| Зображення                                         | Назва                            | Площа, км² | Утворено        | Розташування                                                                       | Карта                 |
| -------------------------------------------------- | -------------------------------- | ---------- | --------------- | ---------------------------------------------------------------------------------- | --------------------- |
| Рісірі-Ребун-Саробецу яп. 利尻礼文サロベツ国立公園 | острів Рісірі                    | 241,66     | 20 вересня 1974 | Хоккайдо 45°11′38″ пн. ш. 141°15′29″ сх. д. / 45.1939° пн. ш. 141.258° сх. д.      | Рісірі-Ребун-Саробецу |
| Сіретоко яп. 知床国立公園                          | озеро Ітіко                      | 386,33     | 1 червня 1964   | Хоккайдо 44°06′00″ пн. ш. 145°11′00″ сх. д. / 44.1° пн. ш. 145.183333° сх. д.      | Сіретоко              |
| Акан яп. 阿寒国立公園                              | озеро Масю                       | 904,81     | 4 грудня 1934   | Хоккайдо 43°32′40″ пн. ш. 144°17′01″ сх. д. / 43.544444° пн. ш. 144.283611° сх. д. | Акан                  |
| Кусіро-Сіцуґен яп. 釧路湿原国立公園                | болото Кусіро                    | 287,88     | 31 липня 1987   | Хоккайдо 43°06′29″ пн. ш. 144°24′04″ сх. д. / 43.108° пн. ш. 144.401° сх. д.       | Кусіро-Сіцуґен        |
| Дайсецудзан яп. 大雪山国立公園                     | літній вигляд з гори Асахідаке   | 2267,64    | 4 грудня 1934   | Хоккайдо 43°39′37″ пн. ш. 142°51′29″ сх. д. / 43.660278° пн. ш. 142.858056° сх. д. | Дайсецудзан           |
| Сікоцу-Тоя яп. 支笏洞爺国立公園                    | Фуппусі-даке, вид з озера Сікоцу | 994,73     | 16 травня 1949  | Хоккайдо 42°40′00″ пн. ш. 141°00′00″ сх. д. / 42.666667° пн. ш. 141° сх. д.        | Сікоцу-Тоя            |

### Тохоку
| Зображення                                 | Назва                              | Площа, км² | Утворено       | Розташування                                                                                         | Карта             |
| ------------------------------------------ | ---------------------------------- | ---------- | -------------- | --- | ----------------- |
| Товада-Хатімантай яп. 十和田八幡平国立公園 | річка Ойрасе                       | 855,51     | 1 лютого 1936  | Префектура Аоморі, Івате, Акіта 40°44′00″ пн. ш. 140°43′01″ сх. д. / 40.7333° пн. ш. 140.717° сх. д. | Товада-Хатімантай |
| Санріку Фукко яп. 三陸復興国立公園         | Дзьодоґахама                       | 146,35     | 2 травня 1955  | Аоморі, Івате, Міяґі 39°38′00″ пн. ш. 141°58′00″ сх. д. / 39.633333° пн. ш. 141.966667° сх. д.       | Санріку Фукко     |
| Бандай-Асахі яп. 磐梯朝日国立公園          | гора Хіґасі-Адзума з гори Іссайкьо | 1864,04    | 5 вересня 1950 | Ямаґата, Фукусіма, Ніїґата 37°49′00″ пн. ш. 139°44′00″ сх. д. / 37.816667° пн. ш. 139.733333° сх. д. | Бандай-Асахі      |

### Канто
| Зображення                                 | Назва                                      | Площа, км² | Утворено       | Розташування                                                                                               | Карта             |
| ------------------------------------------ | ------------------------------------------ | ---------- | -------------- | --- | ----------------- |
| Нікко яп. 日光国立公園                     | водоспад Кеґон та озеро Тюдзендзі          | 1149,08    | 4 грудня 1934  | Фукусіма, Тотіґі, Ґумма 36°58′43″ пн. ш. 139°23′42″ сх. д. / 36.978611° пн. ш. 139.395° сх. д.             | Нікко             |
| Одзе яп. 尾瀬国立公園                      | гори Одзе                                  | 372,00     | 30 серпня 2007 | Фукусіма, Тотіґі, Ґумма, Ніїґата 36°46′45″ пн. ш. 139°38′56″ сх. д. / 36.779167° пн. ш. 139.648889° сх. д. | Одзе              |
| Тітібу-Тама-Кай яп. 秩父多摩甲斐国立公園   | гори Кобусі-ґа-таке та Сампо               | 1262,59    | 10 липня 1950  | Сайтама, Токіо, Яманасі, Наґано 35°54′00″ пн. ш. 138°43′00″ сх. д. / 35.9° пн. ш. 138.716667° сх. д.       | Тітібу-Тама-Кай   |
| Оґасавара яп. 小笠原国立公園               | Тітідзіма                                  | 66,29      | 16 жовтня 1972 | Токіо 26°52′00″ пн. ш. 142°10′59″ сх. д. / 26.8667° пн. ш. 142.183° сх. д.                                 | Оґасавара         |
| Фудзі-Хаконе-Ідзу яп. 富士箱根伊豆国立公園 | гора Фудзі та озеро Асі-но-ко з Мотохаконе | 1216,95    | 1 лютого 1936  | Токіо, Канаґава, Яманасі, Сідзуока 34°40′00″ пн. ш. 139°00′00″ сх. д. / 34.666667° пн. ш. 139° сх. д.      | Фудзі-Хаконе-Ідзу |
| Мінамські Альпи яп. 南アルプス国立公園     | гора Кайкома з гори Косендзьо              | 357,52     | 1 червня 1964  | Яманасі, Наґано, Сідзуока 35°45′08″ пн. ш. 137°40′23″ сх. д. / 35.752222° пн. ш. 137.673056° сх. д.        | Мінамські Альпи   |

### Тюбу
| Зображення                              | Назва                                                 | Площа, км² | Утворено          | Розташування                                                                                           | Карта            |
| --------------------------------------- | ----------------------------------------------------- | ---------- | ----------------- | --- | ---------------- |
| Дзьосін'ецукоґен яп. 上信越高原国立公園 | гора Таніґава                                         | 1880,46    | 7 вересня 1949    | Ґумма, Ніїґата, Наґано 36°37′30″ пн. ш. 138°37′30″ сх. д. / 36.625° пн. ш. 138.625° сх. д.             | Дзьосін'ецукоґен |
| Тюбусанґаку яп. 中部山岳国立公園        | гори Сіромадаке, Хакуба-яріґатаке та Касіма-яріґатаке | 1743,23    | 4 грудня 1934     | Ніїґата, Тояма, Наґано, Ґіфу 36°45′30″ пн. ш. 137°47′30″ сх. д. / 36.758333° пн. ш. 137.791667° сх. д. | Тюбусанґаку      |
| Хакусан яп. 白山国立公園                | Хакусан                                               | 499,00     | 12 листопада 1962 | Тояма, Ісікава, Фукуй, Ґіфу 36°09′18″ пн. ш. 136°47′17″ сх. д. / 36.155° пн. ш. 136.788056° сх. д.     | Хакусан          |
| Ісе-Сіма яп. 伊勢志摩国立公園           | устриці у затоці Аґо                                  | 555,44     | 20 листопада 1946 | Міе 34°27′18″ пн. ш. 136°43′33″ сх. д. / 34.455° пн. ш. 136.725833° сх. д.                             | Ісе-Сіма         |

### Кінкі
| Зображення                         | Назва       | Площа, км² | Утворено        | Розташування | Карта         |
| ---------------------------------- | ----------- | ---------- | --------------- | --- | ------------- |
| Йосіно-Кумано яп. 吉野熊野国立公園 | Хасіґуй-іва | 597,93     | 1 лютого 1936   | Міе, Нара, Вакаяма 33°47′56″ пн. ш. 135°56′24″ сх. д. / 33.798889° пн. ш. 135.94° сх. д.                                                                    | Йосіно-Кумано |
| Сан'інкайґан яп. 山陰海岸国立公園  | пляж Такено | 87,83      | 15 липня 1963   | Кіото, Хьоґо, Тотторі 36°33′45″ пн. ш. 136°21′44″ сх. д. / 36.5626° пн. ш. 136.3623° сх. д.                                                                 | Сан'інкайґан  |
| Сетонайкай яп. 瀬戸内海国立公園    | вири Наруто | 669,34     | 16 березня 1934 | Хьоґо, Вакаяма, Окаяма, Хіросіма, Ямаґуті, Токусіма, Каґава, Ехіме, Фукуока, Ойта 34°10′00″ пн. ш. 133°20′00″ сх. д. / 34.166667° пн. ш. 133.333333° сх. д. | Сетонайкай    |

### ТюґокутаСікоку
| Зображення                             | Назва        | Площа, км² | Утворено          | Розташування | Карта           |
| -------------------------------------- | ------------ | ---------- | ----------------- | --- | --------------- |
| Дайсен-Окі яп. 大山隠岐国立公園        | гора Дайсен  | 350,53     | 1 лютого 1936     | Окаяма, Тотторі, Сімане 35°27′00″ пн. ш. 133°46′00″ сх. д. / 35.45° пн. ш. 133.766667° сх. д.                                                               | Дайсен-Окі      |
| Сетонайкай яп. 瀬戸内海国立公園        | вири Наруто  | 669,34     | 16 березня 1934   | Хьоґо, Вакаяма, Окаяма, Хіросіма, Ямаґуті, Токусіма, Каґава, Ехіме, Фукуока, Ойта 34°10′00″ пн. ш. 133°20′00″ сх. д. / 34.166667° пн. ш. 133.333333° сх. д. | Сетонайкай      |
| Асідзурі-Увакай яп. 足摺宇和海国立公園 | мис Асідзурі | 113,45     | 10 листопада 1972 | Ехіме, Коті 32°43′26″ пн. ш. 133°01′12″ сх. д. / 32.723889° пн. ш. 133.02° сх. д.                                                                           | Асідзурі-Увакай |

### Кюсю
| Зображення                               | Назва                                       | Площа, км² | Утворено        | Розташування | Карта             |
| ---------------------------------------- | ------------------------------------------- | ---------- | --------------- | --- | ----------------- |
| Сетонайкай яп. 瀬戸内海国立公園          | вири Наруто                                 | 669,34     | 16 березня 1934 | Хьоґо, Вакаяма, Окаяма, Хіросіма, Ямаґуті, Токусіма, Каґава, Ехіме, Фукуока, Ойта 34°10′00″ пн. ш. 133°20′00″ сх. д. / 34.166667° пн. ш. 133.333333° сх. д. | Сетонайкай        |
| Сайкай яп. 西海国立公園                  | скеля Сіодавара                             | 246,46     | 16 березня 1955 | Наґасакі 32°40′11″ пн. ш. 128°37′38″ сх. д. / 32.669722° пн. ш. 128.627222° сх. д.                                                                          | Сайкай            |
| Ундзен-Амакуса яп. 雲仙天草国立公園      | підземні джерела Ундзен                     | 282,79     | 16 березня 1934 | Наґасакі, Кумамото, Каґосіма 32°45′00″ пн. ш. 130°16′00″ сх. д. / 32.75° пн. ш. 130.266667° сх. д.                                                          | Ундзен-Амакуса    |
| Асо-Кудзю яп. 阿蘇くじゅう国立公園       | квіткові сади та гори Кудзю                 | 726,78     | 4 грудня 1934   | Кумамото, Ойта 32°53′06″ пн. ш. 131°06′15″ сх. д. / 32.885° пн. ш. 131.104167° сх. д.                                                                       | Асо-Кудзю         |
| Кірісіма-Кінкован яп. 霧島錦江湾国立公園 | вершина Сакура-дзіма з обсерваторії Юнохіра | 365,86     | 16 березня 2012 | Міядзакі, Каґосіма 36°46′45″ пн. ш. 139°38′56″ сх. д. / 36.779167° пн. ш. 139.648889° сх. д.                                                                | Кірісіма-Кінкован |
| Якусіма яп. 屋久島国立公園               | Три Гори (Мітаке) Якусіма                   | 245,66     | 16 березня 2012 | Каґосіма 30°20′14″ пн. ш. 130°30′14″ сх. д. / 30.337306° пн. ш. 130.503833° сх. д.                                                                          | Якусіма           |
| Керама-Сьото яп. 慶良間諸島国立公園      | острови Керама                              | 35,20      | 5 березня 2014  | Окінава 26°02′00″ пн. ш. 127°33′00″ сх. д. / 26.033333° пн. ш. 127.55° сх. д.                                                                               | Керама-Сьото      |
| Іріомоте-Ісіґакі яп. 西表石垣国立公園    | затока Кабіра                               | 219,58     | 15 травня 1972  | Окінава 24°19′00″ пн. ш. 123°53′00″ сх. д. / 24.316667° пн. ш. 123.883333° сх. д.                                                                           | Іріомоте-Ісіґакі  |